# Scorpions
Scorpions é uma banda Alemã de rock, originária de Hanôver, fundada em 1965 por Rudolf Schenker, sendo a primeira banda de hard rock formada no país germânico. No início eram chamadas de Nameless (aqueles sem nomes), depois passou para The Scorpions até o final de 1969, depois foram chamados simplesmente de Scorpions. O primeiro álbum da banda foi o LP Lonesome Crow de 1972, com os irmãos Rudolf e Michael Schenker nas guitarras. No ano seguinte, Michael deixa a banda para entrar no UFO e foi substituído pelo guitarrista Uli Jon Roth, que gravou os álbuns Fly to the Rainbow, em 1974, In Trance em 1975, Virgin Killer, em 1976 e Taken by Force em 1977. O último trabalho da "era Uli Jon Roth" é o álbum ao vivo Tokyo Tapes de 1978.
Após a saída de Roth, vem outro jovem alemão Matthias Jabs para ser guitarrista, quando começa o caminho da banda para o mercado dos Estados Unidos com o disco Lovedrive de 1979, que recebeu disco de ouro no país. Na mesma linha seguiria os discos Animal Magnetism em 1980, Blackout  de 1982, Love at First Sting, em 1984, Savage Amusement em 1988.
Na década posterior os álbuns Crazy World e Face the Heat levantou-os à categoria de banda alemã de maior sucesso, mas passou pela saída de dois dos seus membros, Herman Rarebell e Francis Buchholz. Mas eles foram capazes de mudar seu som com os álbuns Pure Instinct e Eye II Eye, que mostraram um som renovado e um toque ainda mais suave em sua carreira. No novo milênio, os projetos sinfônicos Moment of Glory e Acoustica os colocam de volta ao cenário musical, bem como os discos Unbreakable de 2004 e Humanity: Hour I de 2007. Atualmente a banda está em sua turnê depois de lançar seu álbum de estúdio Return to Forever de 2015, que os leva para os cinco continentes até 2016.
Ao longo de sua carreira de mais de 50 anos, eles lançaram dezenas de álbuns de estúdio, singles, álbuns ao vivo, compilações e alguns DVDs ao vivo e tem recebido vários prêmios em nível internacional o que torna a banda mais bem sucedida de hard rock da Alemanha.  Seus álbuns já venderam entre  100  e 160 milhões de cópias mundialmente.

## História

### 1965-74: Formação e primeiros anos

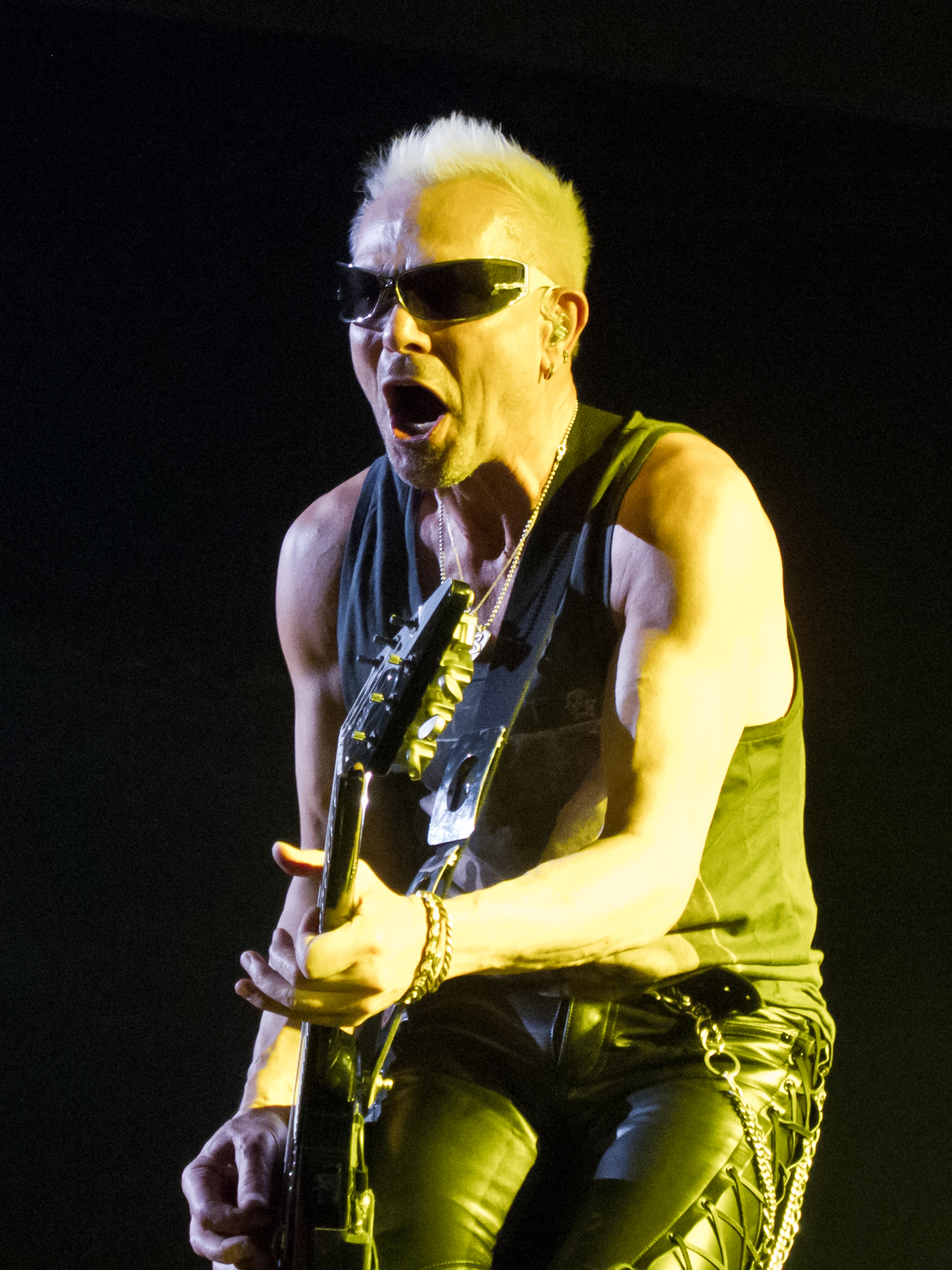
Rudolf Schenker, fundador do grupo

O grupo começou em 1965, quando o guitarrista Rudolf Schenker começou a procurar músicos para sua banda. Um ano após a criação do grupo, ele deu o nome de "Scorpions", porque ajudaria o grupo a ser reconhecido internacionalmente. No começo ele também era vocalista do grupo, que era composto principalmente por jovens em idade escolar: Wolfgang Dziony (bateria), Karl-Heinz Vollmer (guitarras) e Achim Kirchhoff (baixo). Entre 1965 e 1967 no norte da Alemanha, a banda realizava shows tocando covers. Nos próximos meses, o Scorpions se dedicaram a fazer suas próprias composições, e ao contrário de outros grupos de seu país, suas letras são totalmente em inglês,  porque era a única maneira de se tornarem conhecidos na Europa Ocidental. Mudanças significativas ocorrem quando em 1969 o irmão mais novo de Rudolf Schenker, Michael Schenker entrou na banda no lugar de Karl-Heinz, enquanto Klaus Meine se tornou o novo vocalista. Um ano depois, Lothar Heimberg substituiu Achim Kirchhoff no baixo.  Em 1971 , o a banda gravou três músicas, incluindo "I'm Going Mad" e "Action", que foram lançados apenas na Alemanha. Após a pequena recepção positiva, assinaram um contrato de gravação em 1972 com o produtor Conny Plank, e lançaram seu primeiro LP,  Lonesome Crow. Com este álbum, a banda entrou em turnê por 136 dias em algumas cidades da Alemanha Ocidental, abrindo shows para Uriah Heep e Rory Gallagher.  Durante essa turnê, a banda também abriu shows do UFO, na qual Michael foi convidado para substituir o antigo guitarrista Mick Bolton, o que foi aceito rapidamente. Uli Jon Roth, amigo dos irmãos Schenker, foi contratado para terminar a turnê como guitarrista.
A saída do Schenker fez a banda se dissolver por um tempo.  Em 1973, Rudolf e Meine, os únicos remanescentes do Scorpions, convidaram Roth a entrar na banda como guitarrista como na última turnê, mas ele rejeitou a proposta, preferindo ficar na sua própria banda, Dawn Road. Rudolf estava muito entusiasmado em trabalhar com Roth, mas com menos espírito de "reviver" os Scorpions, ele juntou-se a sua banda como um membro ativo. Os outros membros da banda eram o já mencionado Uli Jon Roth na guitarra, além de Jurgen Rosenthal na bateria, Francis Buchholz no baixo e Achim Kirshing no teclado.  Apesar de não querer voltar para a antiga banda, Roth convence Klaus Meine a entrar no grupo. Apesar de ter mais membros do Dawn Road do que do Scorpions, eles decidiram continuar usando o nome do último, por ser mais conhecido no cenário musical alemão. Scorpions este ano fez sua primeira turnê europeia, como banda de apoio de britânica Sweet .
Em 1974, o renovado Scorpions assinou um contrato com a RCA Records e lançou quatro álbuns, o primeiro dos quais é Fly to the Rainbow. Este álbum contem seu primeiro hit, "Speedy's Coming", que foi considerado por Klaus como um exemplo do que queria da sonoridade do Scorpions, "pesado, mas cativante." Após o passeio, os membros da banda se tornam amigos dos ingleses e suas canções, então eles decidem gravar 2 canções para o vinil Fuchs Geh' Voran, que continha canções cantadas em alemão. Imediatamente após a gravação, Achim Kirshing deixou a banda. Pouco depois Jürgen Rosenthal deixa a banda para se apresentar ao exército alemão (e posteriormente ingressa na banda de rock progressivo alemã Eloy), Rudy Lenners o substituiu.

### 1975-78:In Trance,Virgin Killere inicio do sucesso

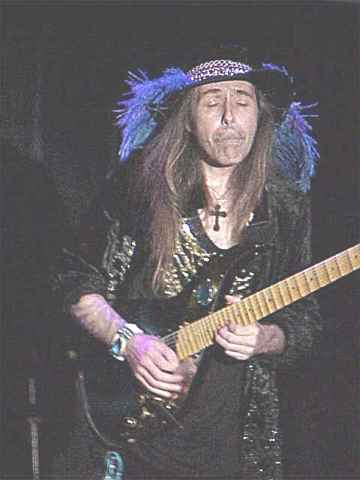
Uli Jon Roth

No ano seguinte se envolveram com o produtor alemão Dieter Dierks, com quem eles trabalharam no seu próximo álbum, In Trance, lançado em março de 1975. In Trance foi marcada pela sua controversa capa, em que aparece uma modelo nua em uma guitarra elétrica. As versões subsequentes foram feitas mostrando o mesmo padrão, embora desta vez, seu corpo estava completamente coberto por sombras. Esta seria a primeira de muitas capas do  Scorpions que foram censuradas.
Naquele mesmo ano, foram concedidos o prêmio de "Melhor grupo de Hard Rock ao vivo" por críticos alemães, o álbum também foi o melhor de venda pela RCA no Japão, o que aumentou a popularidade do quinteto.  Durante a turnê promocional de acompanhamento do KISS, eles tocaram no" Cavern Club" em Liverpool, onde foi a primeira apresentação da turnê do Reino Unido e por sua vez, iniciando as visitas subsequentes na França e Bélgica.
A banda volta ao estúdio para gravar seu quarto, Virgin Killer lançado em 1976 , que foi muito bem recebido na Europa , ganhando o álbum do ano em vários países do continente, incluindo a Alemanha e seu primeiro disco de ouro no Japão. Tal como a sua capa do álbum anterior foi censurada porque apareceu em uma garota nua. A capa foi substituída a pedido dos distribuidores pelo qual os membros aparecem. Depois da turnê pelo Reino Unido, o baterista Rudy Lenners deixou a banda por problemas cardíacos, sendo substituído pelo Herman Rarebell.
Já em 1977, com Herman na bateria a banda lançou Taken by Force, trabalho que continuou a demonstrar o sucesso da banda no Japão, ganhando um disco de ouro novamente. A capa do álbum como as anteriores, foi criticada, por haver duas crianças brincando com armas em um cemitério militar. Isto foi considerado um insulto pelos franceses (a foto foi tirada lá) por difundir a guerra. Em edições posteriores a tampa foi mudado para um fundo preto com os membros da banda.
Dentro da turnê de promoção do álbum e depois de viajar toda a Europa Ocidental, decidiram ir ao Japão em 1978 para tocar em cinco noites consecutivas em Tóquio. Depois do sucesso no país asiático, lançaram seu primeiro álbum ao vivo chamado Tokyo Tapes, álbum duplo gravado em dois dos cinco shows que fizeram em Tóquio. Este seria o último com Uli Jon Roth e que deixa o grupo por decisões pessoais, porque ele não se sentia confortável com o som que a banda estava tomando. Ele procurou manter o hard rock psicodélico enquanto o resto da banda procurou reforçar seu som mais perto do heavy metal.

### 1978-81: A chegada de Matthias Jabs e sucesso nos Estados Unidos

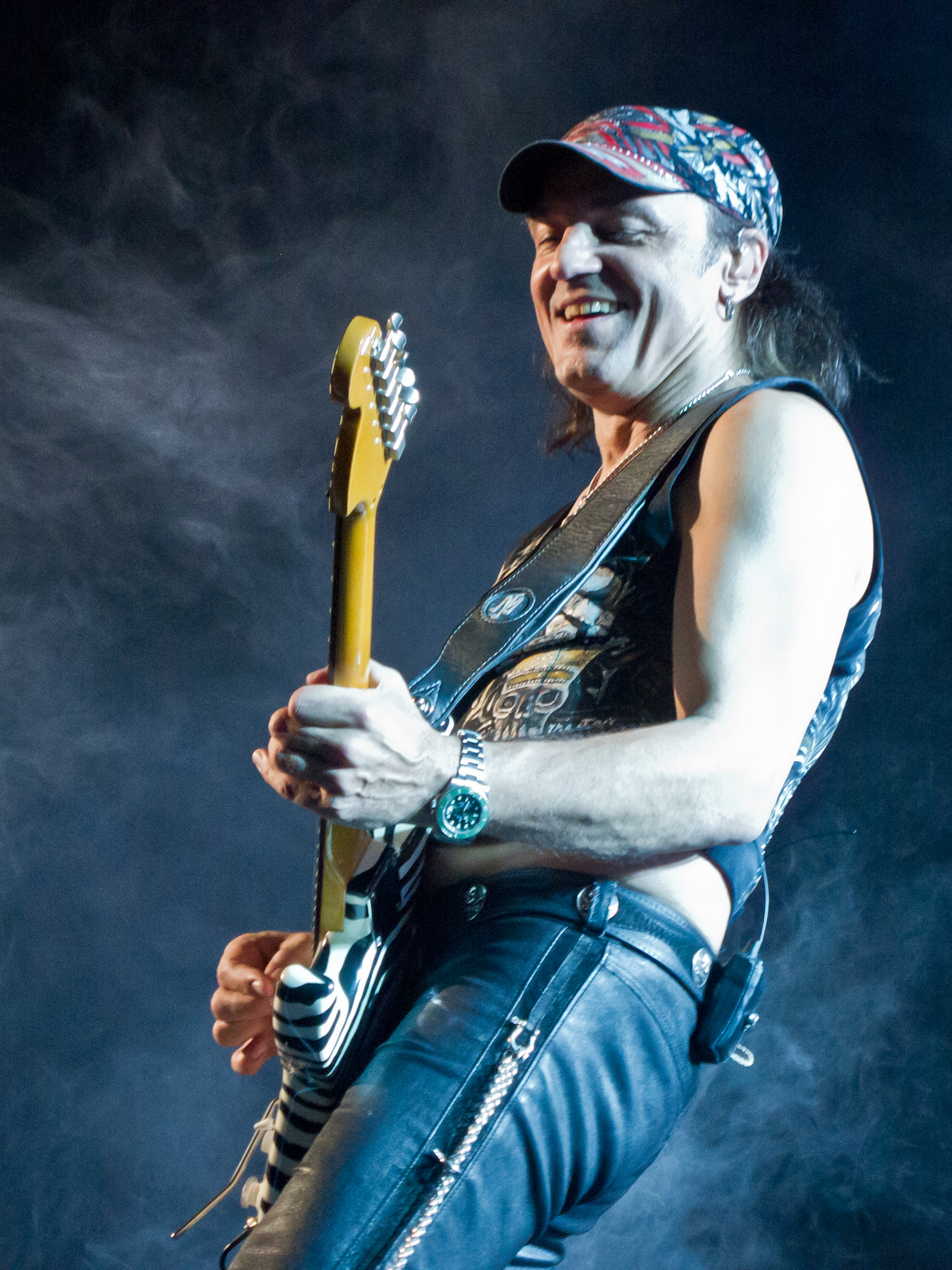
Matthias Jabs.

Após a saída de Uli Jon Roth, a banda teve de encontrar outro guitarrista para completar as últimas apresentações restantes. Portanto, em 1978 , a banda colocou um anúncio no "Melody Maker", uma revista de Londres, dizendo o seguinte "Os Scorpions estão procurando um novo guitarrista," este teve uma resposta positiva atingindo 140 candidatos. Mas a banda não estava convencido de nenhum deles, então Rudolf decidiu chamar um guitarrista de Hanôver, Matthias Jabs.
Depois de participar das últimas apresentações da turnê promovendo o álbum Taken by Force, Matthias fazia parte das gravações de disco Lovedrive sendo o primeiro álbum da banda em obter disco de ouro nos Estados Unidos e até então se tornando o álbum mais bem sucedido da banda em todo o mundo. Neste mesmo disco tem a volta de Michael Schenker, que participou como guitarrista principal em três das oito músicas. Mas, novamente, ele saiu dizendo que ele não se sentia confortável a tocar músicas de outros, que o leva a formar sua própria banda, Michael Schenker Group em 1980. Então, definitivamente, a banda contrata Matthias, que em apenas 10 dias teve que aprender todo o repertório da turnê.
Depois de conquistar o mercado musical do Japão, a banda estava pronta para ir para os Estados Unidos, onde Lovedrive ganhou disco de ouro. A primeira apresentação nos Estados Unidos na turnê foi uma apresentação para mais de 50.000 pessoas em um festival na cidade de Cleveland, Ohio, no qual também participaram Aerosmith, AC/DC, Thin Lizzy, Ted Nugent e Journey. A apresentação da banda foi de apenas de 30 minutos. Assim começou a sua primeira turnê  no país, abrindo shows para o AC/DC e Ted Nugent. Durante uma apresentação em Chicago, a banda teve seu primeiro show como atração principal.
Em 1980 eles gravaram Animal Magnetism,  segundo álbum com Matthias Jabs. O álbum foi lançado em 31 de março desse ano e recebeu reconhecimento alguns anos mais tarde: em 1984 foi disco de ouro e em 1991 de platina. Já na turnê promocional do álbum, também contando com apresentações nos Estados Unidos, mas dessa vez como atração principal, a banda participa do primeiro festival Monsters of Rock, realizado no Reino Unido. Parte desta apresentação foi gravada no álbum ao vivo Teutonic Terror, lançado anos mais tarde.

### 1982-1984: A perda da voz de Klaus Meine eBlackout
Após o grande sucesso do disco anterior e da sua subsequente turnê, a banda voltou para a Alemanha no final de 1981 para gravar seu próximo álbum, Blackout. Durante a gravação deste álbum, o vocalista Klaus Meine, teve problemas em suas cordas vocais, não alcançando as notas mais altas e era muito difícil manter o controle, tornando-se tão grave que, às vezes ele era incapaz de falar. Ele foi ao médico, que lhe perguntou sua profissão. Depois que Meine respondeu, o médico riu por um momento e seriamente o aconselhou a mudar de profissão. Frustrado pelo diagnóstico, Meine decidiu deixar a banda. Rudolf se refere a este assunto desta maneira:
Motivado pelo apoio de seus companheiros, Meine decidiu visitar outros especialistas no campo. Ele foi para a Áustria, onde começou o tratamento com um médico dedicado a cantores de ópera. Depois de duas bem sucedidas cirurgias e um longo treinamento de voz, Klaus ficou recuperado. Mais do que isso, apesar de perder alguma parte de seu nível de agudos, voltou para a gravação do álbum com uma voz cristalina e uma gama vocal muito maior, e até mesmo um crítico da revista Rolling Stone disse: "Agora foi dado a Klaus uma voz de metal."
Durante este período, a banda gravou material com a voz do vocalista e amigo da banda, Don Dokken. Então, finalmente, lançaram em 1982 o álbum Blackout, que ficou em # 10 na Billboard Hot 100, além de receber disco de platina. Também foi premiado o "Melhor Álbum de Hard Rock do Ano" no país.
O single "No One Like You" ficou em # 1 na Mainstream Rock, tornando-se o primeiro e único single da banda a atingir tal posição. Depois do sucesso mundial do registo, parte da turnê pelos Estados Unidos, onde tocaram com o Iron Maiden como artista convidado. Em maio de 1983 a banda foi convidada para atuar no US Festival na Califórnia, juntamente com as bandas Quiet Riot, Judas Priest, Van Halen, Triumph e Ozzy Osbourne, com mais de 325.000 pessoas. Com este álbum começam dois anos de sucesso nos maiores festivais do mundo.

### 1984-89:Love at First StingeSavage Amusement
O maior sucesso da banda veio em 1984, com o LP Love at First Sting, que ganhou platina tripla nos Estados Unidos, além de conter alguns de seus maiores sucessos, como "Rock You Like a Hurricane", uma canção que ficaria 26 semanas na Billboard Hot 100 e da revista Rolling Stone.  Também se destaca a canção "Still Loving You"expoente fundamental do estilo de balada que só na França vendeu 1.700.000 cópias, conseguindo certificação de platina poucos dias após o seu lançamento no país.  Outras músicas, como "Bad Boys Running Wild" e " Big City Nights " tiveram boa recepção dos fãs, transformando-as em clássicos do heavy metal e hard rock. Também durante este período os discos Animal Magnetism, Blackout e Love at First Sting ficavam no topo das tabelas de todo o mundo.
Após o lançamento do álbum, eles partem em turnê promovendo o álbum por pouco mais de três anos que o levaram ao redor do mundo e transformou-se em uma das turnês mais bem-sucedidas e contou com artistas convidados, como Bon Jovi e Fastway na América do Norte e Joan Jett na Europa. Nesta turnê, a banda stocou três noites consecutivas no Madison Square Garden, em Nova York, sendo a primeira banda alemã a realizar essa proeza, com mais de 60.000 pessoas no total. Também enche as três noites consecutivas o "Verizon" Rosemont em Rosemont, Chicago e é também a única banda a fazer isso.
Em 1985, o Scorpions visita pela primeira vez o Brasil, no intuito de participar do festival Rock in Rio, ao lado de bandas como AC/DC, Whitesnake, Iron Maiden, Queen e Ozzy Osbourne.  Foi a dessa turnê que rendeu o segundo álbum ao vivo do Scorpions, o World Wide Live, cujo repertório foi todo baseado nos quatro últimos álbuns de estúdio da banda na época, e foi lançado em 1985. Este material ficou 52 semanas nas paradas de todo o mundo, e logo depois a banda faz uma pausa de dois meses. Entre o intervalo em 1987 , liderando um festival na capital húngara, Budapeste, entrando primeira vez no bloco comunista.
Mais tarde, em 1988 foi lançado Savage Amusement, o último álbum produzido por Dieter Dierks, e ficou em primeiro lugar na Europa e quinto nos Estados Unidos. Este álbum conseguiu um verdadeiro sucesso com a música "Rhythm of Love", que ficou em #6 na Mainstream Rock Tracks. Durante a turnê, a banda visita a União Soviética, sendo o primeiro grupo na história do rock a entrar neste país, ainda dominado pelo regime comunista.  Essa turnê originalmente continha 10 apresentações em São Petersburgo e em mais 8 na URSS, este último sendo forçado a ser cancelado pelas autoridades comunistas depois da euforia da juventude soviética. Mas os dez shows foram um sucesso em San Petersburgo, na qual tocaram perante 350.000 fãs.  A banda lançou um vídeo chamado To Russia With Love , que foi capturado na história destes concertos.
Uma vez que as barreiras quebradas por Scorpions em 1989, a banda convidou vários grupos para organizar em conjunto com as autoridades comunistas, um festival para a paz na URSS , o Moscow Music Peace Festival, em que tocaram Ozzy Osbourne, Bon Jovi, Skid Row, Mötley Crüe, Cinderella, entre outros que aparecem no Estádio  antes de 260.000 pessoas. Em sua estadia na União Soviética, Klaus se inspirou para compor um dos maiores sucessos da banda: "Wind of Change", escrita em setembro, dois meses antes da queda do Muro de Berlim.

### 1990-92:Crazy World
No início da nova década, gravam Crazy World, álbum co-produzido com Keith Olsen, em Los Angeles, Califórnia e lançado no final de 1990. Este trabalho demonstrou um hard rock dos anos 90, mas com um som evoluído e melhorado. Até agora foi o álbum mais bem sucedido da banda, sendo platina dupla nos Estados Unidos.
Neste álbum, inclui "Wind of Change",  inspirada nas mudanças político-sociais ocorridas no Leste Europeu e também no fim da Guerra Fria, conseguindo ficar em primeiro lugar em onze países e foi premiada com o Prêmio ASCAP em 1992, sendo a canção mais tocada no mundo em 1991, ano de seu lançamento como single. Também ganhou disco de ouro nos Estados Unidos ao vender mais de 500.000 copias. Até 2009, as vendas desse single em todo mundo foi em mais de 14 milhões. Outras canções que se destacam no disco são "Send Me an Angel" e a "Hit Between the Eyes", esta última virou tema do filme Freejack, estrelado pelo cantor Mick Jagger.  Após o sucesso do álbum e, especialmente, de "Wind of Change", em 1991, são convidados por um fã de destaque, Mikhail Gorbachev, líder soviético na época, para tocar a canção na praça do Kremlin, sendo um evento único na história da ex-URSS e também da história do rock.
Em 21 de julho de 1990 foram convidados a participar no espetáculo do ex Pink Floyd Roger Waters, "The Wall", tocando a música de abertura "In the Flesh?" que foi gravado no disco The Wall Live in Berlin.  Em 1992 a banda ganhou o "World Music Award" para a "banda mais bem sucedida da Alemanha." Mas depois de tanto sucesso e depois da turnê a banda sofreu a saída de um dos seus baixistas mais importantes, Francis Buchholz por razões pessoais. Em seu lugar vem o também alemão Ralph Rieckermann por recomendação do baterista Herman Rarebell.

### 1993-99:Face the Heat,Pure InstincteEye II Eye

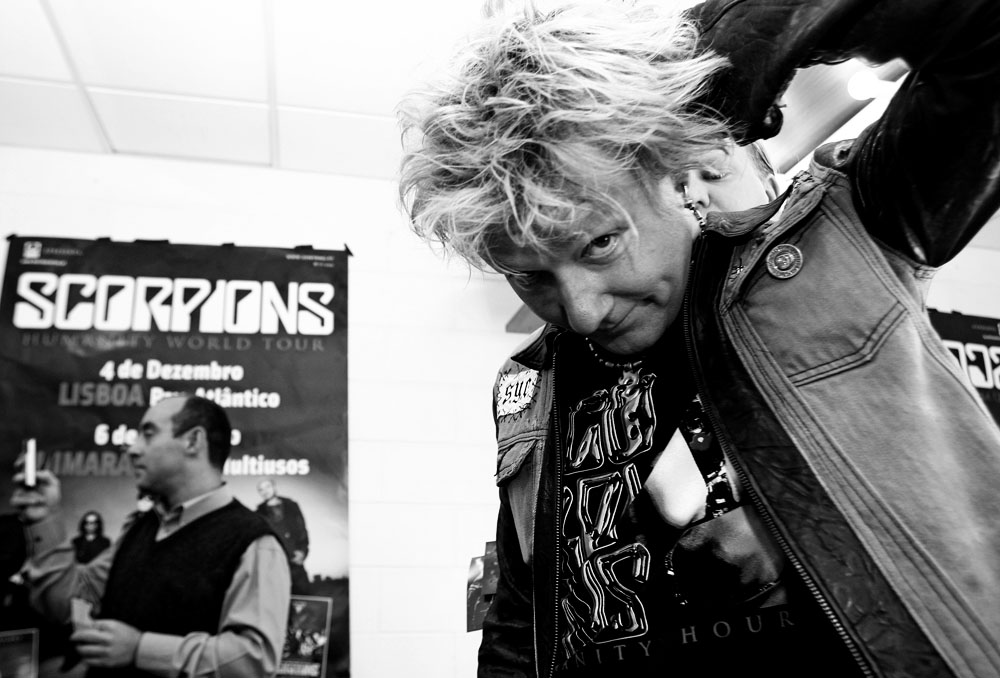
James Kottak, baterista da banda desde 1996.

Em 1993 a banda lançou Face the Heat, co-produzido por Bruce Fairbairn, e foi considerado um dos mais pesados álbuns Scorpions, não só nesta década, mas em sua história. Seguindo causas políticas e sociais, o Scorpions posteriormente lançou White Dove, uma canção destinada a apoiar a Unicef, em prol dos refugiados da guerra civil na Ruanda. Depois da turnê, voltaram a receber o prêmio World Music Award em 1994 . Durante aquele mesmo ano, a banda foi convidada por Priscilla Presley, Lisa Marie Presley e Michael Jackson para participar do show comemorativo em memória de Elvis Presley em Memphis, Tennessee tocando a música "His Latest Flame".
Após uma pausa de alguns meses, a banda lança o terceiro álbum ao vivo, Live Bites em 1995, que obteve pouca recepção popular, provavelmente por causa do aumento do grunge. No ano seguinte, o baterista Herman Rarebell sai da banda por motivos pessoais. Durante o mesmo período a banda retorna ao estúdio e gravou Pure Instinct  com o baterista de sessão Curt Cress. O que era muito claro nesta gravação, a banda entrou num período de experimentação que aparentemente fez muito bem, mas não agradável para os seus fãs ao redor do mundo, uma vez que não foi bem recebido devido à mudança musical e não foi bem sucedido quanto suas gravações anteriores, embora houvesse discos de ouro e platina em alguns países. Durante a turnê do álbum, a banda se tornou o primeiro grupo internacional a tocar em Beirute, Líbano.   Depois da partida de Herman, o gerente da banda  pediu que admitissem o jovem baterista americano James Kottak, inicialmente para a turnê promocional, mas a banda o contratou como um membro ativo, tornando-se o primeiro "não-alemão" a entrar a banda.
Em 1999 foi lançado Eye II Eye, um álbum que tem mais pop e sons eletrônicos, o que se afastou dos clássicos do Scorpions. O álbum contém a canção "To Be One Number", que foi número um mais de nove semanas consecutivas no Japão. Com essa produção, como parte da turnê, foram convidados por Michael Jackson, para se apresentarem no evento beneficente Michael Jackson & Friends em Munique, Alemanha. No mesmo ano a banda foi convidada a tocar "Wind of Change", no Portão de Brandemburgo, para comemorar os 10 anos da demolição do Muro de Berlim.

### 2000 e 2001:Moment of GloryeAcoustica
Desde 1995, a Orquestra Filarmônica de Berlim estava procurando uma banda de sucesso global para criar um projeto exclusivo. A escolha recaiu sobre o da banda compatriota, a partir de meados do ano. O processo de composição e arranjos foi feito pela banda e pelo maestro austríaco Christian Kolonovits. O projeto teve lançamento na EXPO 2000 em Hanôver, e no ano de 2000 foi lançado o álbum Moment of Glory, com os quais eles voltam para colher um grande sucesso, ganhando discos de ouro e platina na Europa, especialmente na Espanha e Portugal. Este disco inclui versões para "Rock You Like a Hurricane", " Wind Of Change "," Send Me an Angel ", entre outros..
No ano seguinte, em 2001, aparece o projeto Acoustica gravado no edifício Convento do Beato, na cidade de Lisboa, Portugal em fevereiro. Os arranjos foram feitos por Kolonovits e a banda e incluiu novas músicas e versões de outras bandas.

### 2002-2009:UnbreakableeHumanity: Hour I

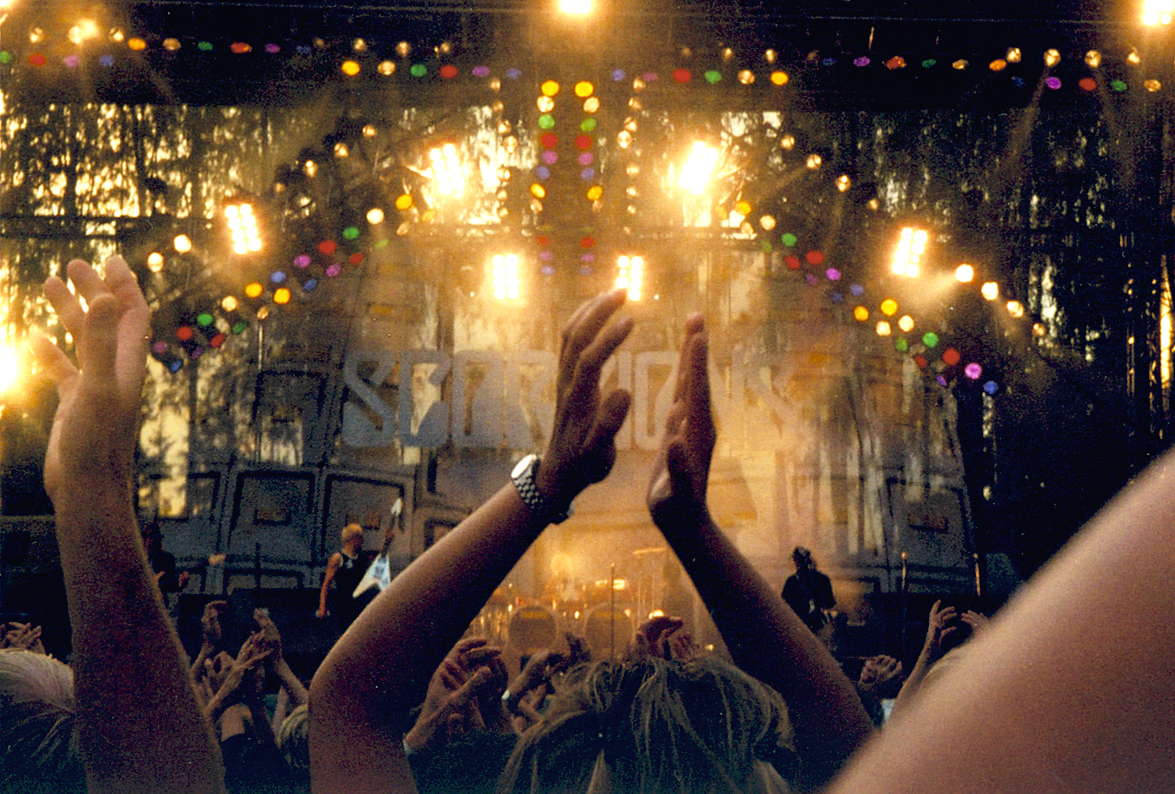
Scorpions na Finlândia em 2003

Em 2002 a banda começou a turnê "Scorpions World Tour 2002" com Deep Purple e Dio para promover o álbum Bad For Good: The Very Best of Scorpions em que inclui duas novas faixas, "Bad For Good"'e "Cause I Love You". Dentro desta turnê, pela primeira vez tocou nas cidades do vale do Volga e em outros lugares, incluindo a remota cidade de Vladivostok na Rússia. Já em 2003 começou uma nova turnê chamada "Scorpions World Tour 2003" com Whitesnake e Dokken pelo Estados Unidos e tocaram no aniversário de Moscou.
Em 2004 o baixista Ralph Rieckermann deixa a banda e é substituído por Paweł Mąciwoda. Após a inclusão do baixista polonês, a banda retorna ao estúdio para gravar Unbreakable, um álbum com o retorno ao som clássico da banda e com a qual eles celebram seus 35 anos de carreira, com uma extensa turnê ao redor do mundo, no qual um show foi incluído no DVD One Night in Vienna.  Em 2006 são convidados a participar no festival Wacken Open Air, evento que fez uma verdadeira viagem através do tempo, no qual tocaram no mesmo palco de Uli Jon Roth, Michael Schenker e Herman Rarebell.
Em 2007 foi lançado Humanity Hour I, o primeiro álbum conceitual da banda e refere-se a humanidade e suas complicações terrestres como tema principal. Esse registro deixa claro que os alemães tornaram-se como nos velhos tempos, com uma extensa turnê de um pouco mais de três anos chamada de "Humanity World Tour". Este tópico é editado no DVD "Amazônia: Live in the Jungle", gravado em Manaus, Brasil, em conjunto com o Greenpeace para enviar uma mensagem ao mundo para proteger a floresta amazônica.

### 2010-atualmente: Últimos anos

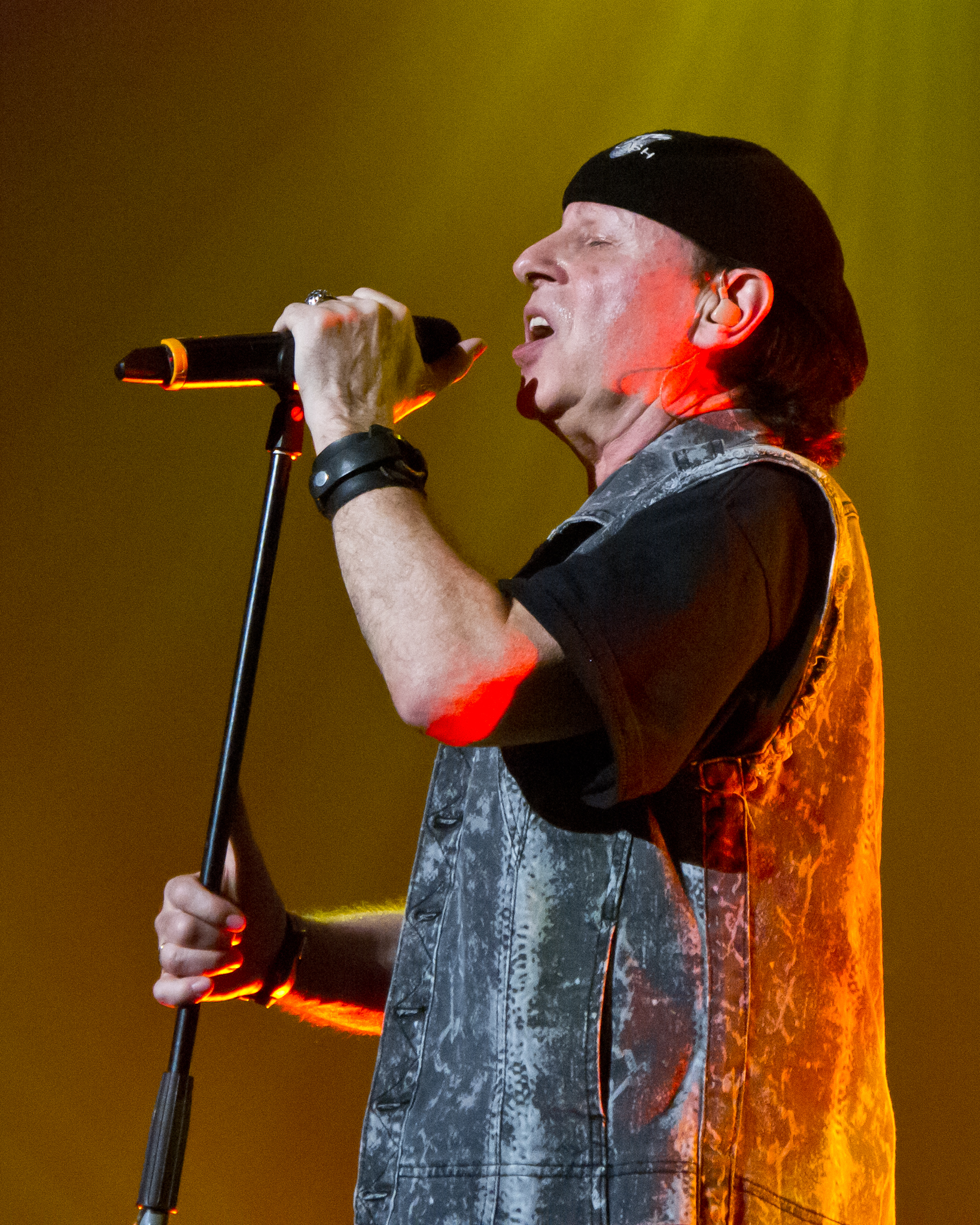
Klaus Meine em 2014.

Em 24 de janeiro de 2010 a banda informou aos fãs através de seu site que iriam fazer uma  Mundal turnê Get Your Sting and Blackout World Tour, que dura até 2013 e seria a última da banda:
Seu último álbum, Sting in the Tail foi lançado em março de 2010 dele foi extraído os singles do álbum "Sting in the Tail", a canção que abre o álbum "Raised On Rock" e "The Good Die Young", com a participação da vocalista Tarja Turunen.

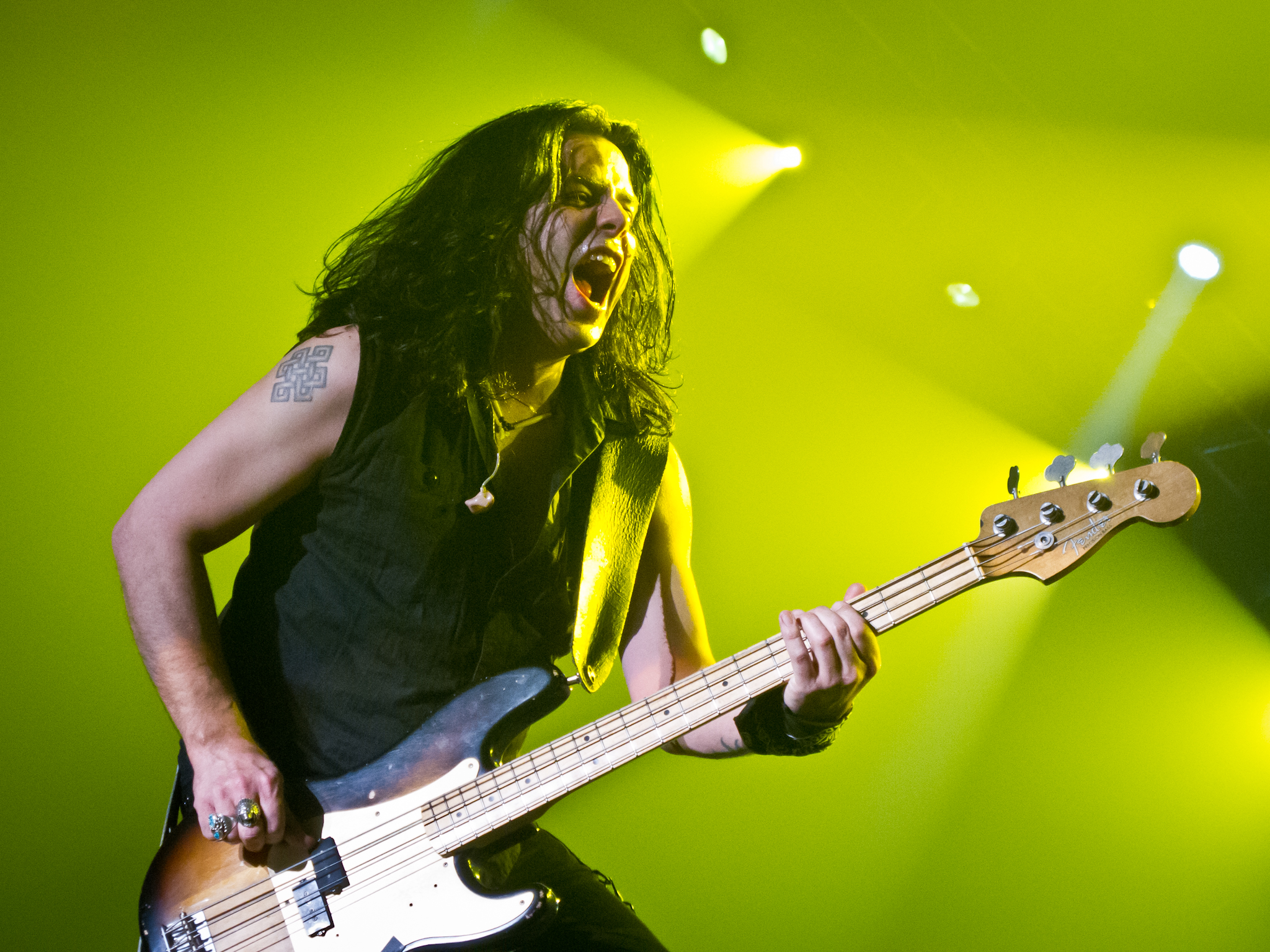
Pawel Maciwoda em 2014.

Em 2011 a banda anunciou a segunda parte da turnê, que irá mantê-los nos grandes estádios e arenas até 2013. Esta turnê recebeu grandes convidados especiais, como Ratt, Cinderella, Vince Neil, Dokken, Queensryche e Tesla, entre outros. Em meados de 2011, o grupo propôs vários projetos de despedida, incluindo as regravações e covers lançados em "Comeblack", lançado em novembro do mesmo ano. A banda também lançou em 2011 somente através Media Markt o "Live 2011: Get Your Sting and Blackout", no formatos DVD, Blu-Ray e 3D, sendo uma das primeiras bandas de rock a lançar no último formato.
Nos dias 11, 12, e 14 de setembro de 2013, os Scorpions realizaram três concertos sob o título "MTV Unplugged" no Teatro Lycabettus em Atenas. Este foi o primeiro álbum da série MTV Unplugged a ser gravado em local aberto. Além dos clássicos, muitas canções foram tocadas ao vivo pela primeira vez como: Born to Touch Your Feelings e When You Came into My Life. A banda apresentou cinco músicas inéditas (Dancing With the Moonlight, Love is The Answer, Delicate Dance, Follow Your Heart e Rock 'n' Roll Band). Os convidados especiais foram: Morten Harket, Johannes Strate (Revolverheld) e a cantora grega Cäthe. Em 6 de novembro de 2013 eles anunciam mais quatro concertos MTV Unplugged  na Alemanha em 2014. Em dezembro de 2013, em uma entrevista no programa de rádio Rock Show na Grécia, Klaus Meine disse que não tem certeza se o álbum que conterá canções inéditas gravadas para os álbuns Blackout, Love at First Sting, Savage Amusement e Crazy World será lançado em 2014 ou posteriormente.
Em 2014 os Scorpions são indicados a dois prêmios Echo ("o Grammy europeu") por seu MTV Unplugged.
Seu álbum Rock Believer foi considerado o 16º álbum mais antecipado de metal de 2022 pela Metal Hammer.

## Censura em capas de álbuns
Durante a longa história da banda, diversos de seus álbuns foram censurados devido a suas capas. O primeiro trabalho que foi censurado é a capa de In Trance de 1975, que mostra uma mulher com os seios descobertos, e foi considerado pelo mercado dos Estados Unidos como indecente. Esta teve de ser alterada para edições posteriores, na qual cobrem o peito com sombras. A capa do álbum Taken by Force de 1977 também teve problemas, por aparecer duas crianças com armas em um cemitério militar, e foi considerado um insulto pelos franceses e foi substituída por uma capa com o grupo em fundo negro. A lista continua com os discos Lovedrive, Animal Magnetism, Love at First Sting, The Best of Scorpions, Pure Instinct, entre outras.
A mais lembrada foi a capa do álbum de 1976, Virgin Killer, que foi proibido em vários países, principalmente pelos comerciantes da época que forçaram o grupo a muda-lá. Ela exibe uma criança nua, de mais ou menos dez anos, com um efeito de um vidro quebrado sobre as genitais, mas com os seios descobertos e foi criticado por seu conteúdo indecente e até mesmo considerado pornográfico. Ela foi mudada em edições posteriores por uma fotografia da banda. Mas a controvérsia mais recente se deu com a própria wikipédia em inglês, quando a Internet Watch Foundation incluiu a versão inglesa do artigo sob vigilância por conta da imagem ser considerada ofensiva em 5 de dezembro de 2008 e retirando a página do ar. Mas 48 horas o bloqueio foi removido e ocorreu o oposto, a palavra Scorpions aumentou consideravelmente nos motores de busca da Internet, por sua vez aumentar a publicidade do disco.(ver artigo Virgin Killer)

## Influências
A banda foi influenciada por grupos de rock de meados da década de 60 e início dos anos 70 como Black Sabbath, Deep Purple, Led Zeppelin, Cream, Golden Earring, Jimi Hendrix, Uriah Heep, entre outras. Além disso, em 2011 foi lançado o álbum "Comeblack" um álbum de covers feitos pela banda, onde os fãs podiam conhecer grupos preferidos do Scorpions quando eram jovens, como The Beatles, The Rolling Stones, Small Faces, The Kinks e T. Rex.

## Legado
O Scorpions têm influenciado muitas bandas, sendo um dos grupos mais influentes no rock. É a única banda da Alemanha que influenciou o metal e a cena glam e hard rock dos anos oitenta, principalmente as bandas Cinderella, "Dokken", Skid Row, Hanoi Rocks, Mötley Crüe, "Bon Jovi", W.A.S.P., L.A. Guns, Tesla, Yngwie Malmsteen, Winger, Ratt, Dio Kiss e Spinal Tap.
Também são influentes do movimento New Wave Of British Heavy Metal do final dos anos setenta e início dos oitenta, principalmente para os seus maiores expoentes como Def Leppard, Motörhead, Iron Maiden e Saxon. Outras bandas de hard rock e heavy metal que já reconheceram a influência do Scorpions são Sturm und Drang, The Darkness, Fozzy. A banda também tem influenciado bandas do power metal, como Grave Digger e do thrash metal como Metallica e Sodom.
O Scorpions já vendeu cerca de 160 milhões de cópias, o que os torna a maior banda de rock na Alemanha e na Europa Continental. Iniciaram o caminho para outras bandas alemãs como Rammstein, Edguy, Helloween e Accept, que têm reconhecido o esforço e trabalho do Scorpions por exaltar o rock "Made in Germany".

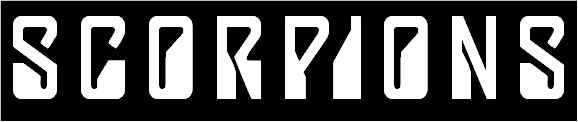
Logo do Scorpions desde 1975

Foram considerados pioneiros do grupo de hard rock  e um dos maiores especialistas no desenvolvimento de heavy metal durante os anos setenta e oitenta. Suas canções foram tocadas por outras bandas e artistas do rock, como Bon Jovi, System of a Down, Rob Halford, Bruce Dickinson, Exodus, entre outros. Também foi feito um tributo aos Scorpions com bandas como Sonata Arctica, Helloween, Tankard, Therion, Stratovarius e Sinergy. Outro artista que reconheceu a influência da banda e seu fanatismo para isso é o ex-guitarrista do Dokken, George Lynch que, junto com alguns vocalistas do glam metal dos anos oitenta, como Kevin DuBrow, John Corabi, Kelly Hansen, Paul Shortino, entre outros realizaram o álbum tributo Scorpion Tales, em 2008.
Algumas das músicas da banda tem sido incluídas em listas de "Greatest Hits", como a revista Billboard em sua lista dos "Top 100 hits hard rock", colocando "Still Loving You", "Rock You Like a Hurricane", "Rhythm of Love" e "No One Like You".  O canal de televisão VH1 classificou "Rock You Like a Hurricane" em décimo oitavo na lista dos "100 melhores músicas de hard rock". A música "Wind of Change" foi a balada de maior sucesso na Alemanha e  ficou 55 semanas consecutivas nas paradas naquele país, com 11 delas em primeiro.
Em 2009 estimava-se que agregando os álbuns de estúdio, compilações e singles da banda ficaram um total de 3147 semanas nas paradas em mais de 30 países.

## Integrantes

### Atuais

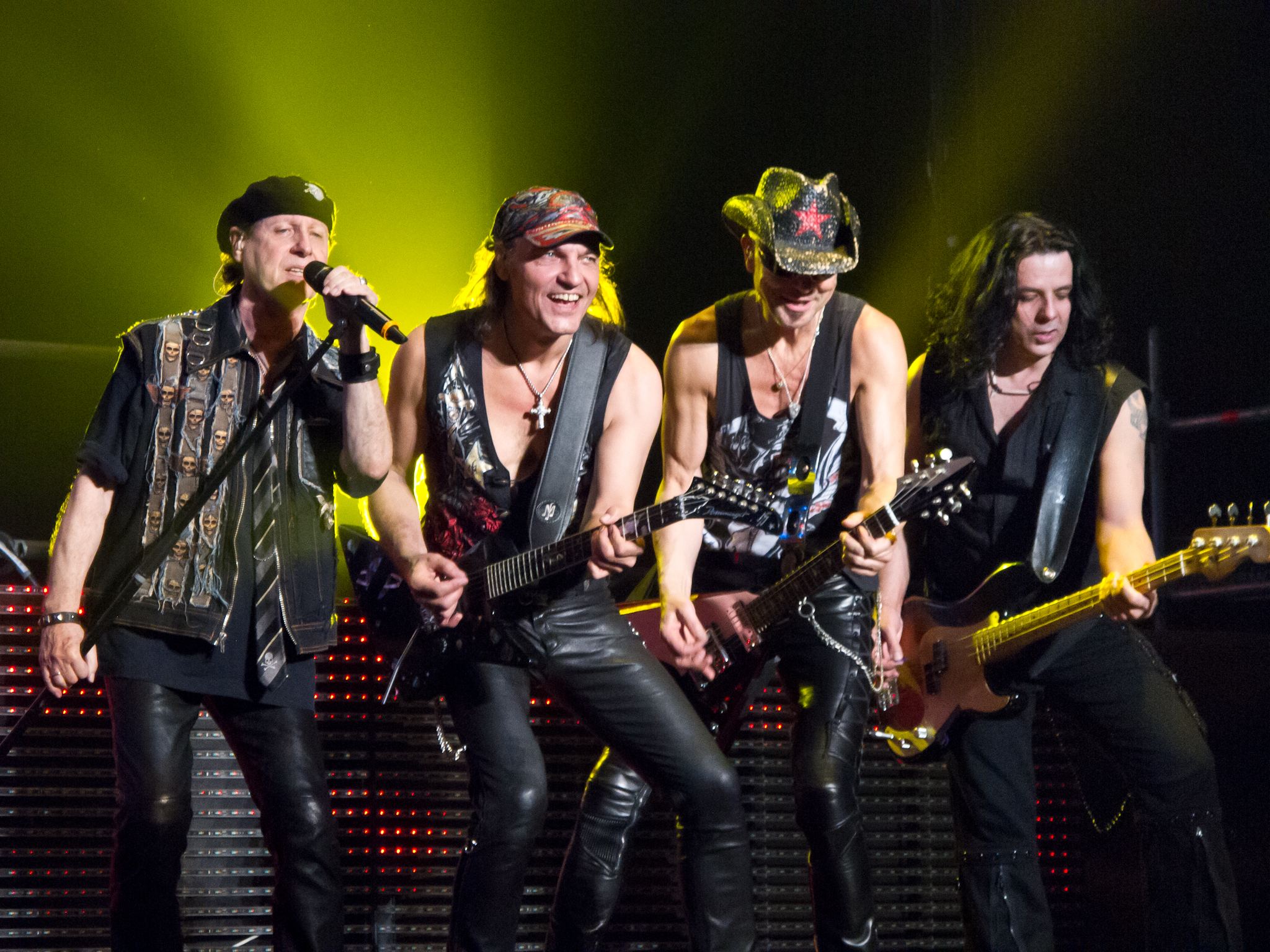
Scorpions em 2014. Da esquerda para direita: Meine, Jabs, Schenker e Maciwoda.

- Rudolf Schenker — guitarra rítmica, guitarra solo, backing vocals, vocais (1965–presente)
- Klaus Meine — vocais, guitarra rítmica, percussão (1969–presente)
- Matthias Jabs — guitarra solo, guitarra rítmica, backing vocals (1978, 1979–presente)
- Pawel Maciwoda — baixo, backing vocals (2004–presente)
- Mikkey Dee — bateria, percussão (2016–presente)

### Antigos
- Karl-Heinz Vollmer – guitarra solo e rítmica, backing vocals (1965–1970)
- Achim Kirchhoff — baixo, backing vocals (1965–1970)
- Wolfgang Dziony — bateria, percussão, backing vocals (1965–1973)
- Lothar Heimberg — baixo, backing vocals (1970–1973)
- Michael Schenker — guitarra solo e rítmica, backing vocals (1970–1973, 1978–1979)
- Joe Wyman - bateria, percussão (1972)
- Francis Buchholz — baixo, backing vocals (1973–1992)
- Uli Jon Roth — guitarra solo e rítmica, vocais (1973–1978)
- Jürgen Rosenthal — bateria, percussão, backing vocals (1973–1975)
- Achim Kirsching — teclado (1973–1974)
- Rudy Lenners — bateria, percussão (1975–1976)
- Herman Rarebell — bateria, percussão, backing vocals (1977–1995)
- Ralph Rieckermann — baixo, backing vocals (1993–2000, 2000–2004)
- Curt Cress — bateria, percussão (1996)
- James Kottak — bateria, percussão, backing vocals (1996–2016)
- Ken Taylor — baixo, backing vocals (2000)
- Ingo Powitzer e Barry Sparks — baixo, backing vocals (2004)

## Discografia
| - Lonesome Crow (1972) - Fly to the Rainbow (1974) - In Trance (1975) - Virgin Killer (1976) - Taken by Force (1977) - Lovedrive (1979) - Animal Magnetism (1980) - Blackout (1982) - Love at First Sting (1984) - Savage Amusement (1988) - Crazy World (1990) - Face the Heat (1993) - Pure Instinct (1996) - Eye II Eye (1999) - Unbreakable (2004) - Humanity: Hour I (2007) - Sting in the Tail (2010) - Comeblack (2011) - Return to Forever (2015) - Rock Believer (2022) | - Tokyo Tapes – 1978 - World Wide Live – 1985 - Live Bites – 1995 - Moment of Glory - 2000 - Acoustica – 2001 - Live 2011: Get Your Sting & Blackout – 2011 - MTV Unplugged - Live in Athens – 2013 - 1978 - Best of Scorpions - 1984 - Best of Scorpions Vol. 2 - 1988 - Gold Ballads - 1989 - Best of Rockers 'n' Ballads - 1992 - Still Loving You - 1997 - Deadly Sting: The Mercury Years - 2001 - 20th Century Masters: The Millennium Collection: The Best of Scorpions - 2002 - Bad for Good: The Very Best of Scorpions - 2004 - Box of Scorpions - 2006 - Gold - 2008 - The Platinum Collection - 2017 - Born to Touch Your Feelings - Best of Rock Ballads |